# Deborah De Luca

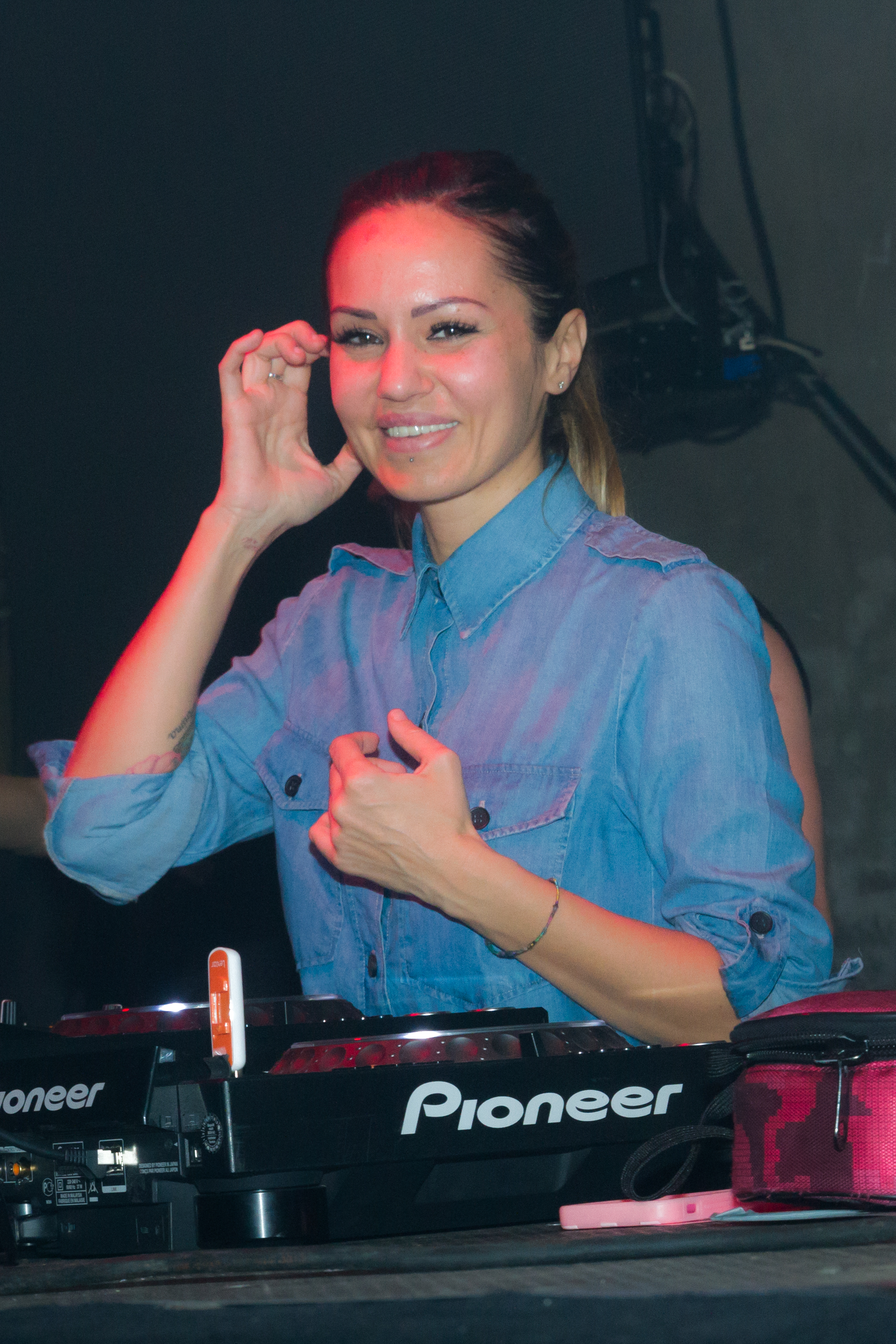
Deborah De Luca beim Sterne und Bass Festival in Berlin (2017)

Deborah De Luca (* 23. Juli 1980 in Neapel, Italien) ist eine italienische DJ und Techno-Produzentin.

## Leben
De Luca wurde in Neapel im Stadtteil Scampia geboren und verbrachte dort auch ihre Kindheit. Als Teenager zog sie nach Modena, in den Norden Italiens, wo sie Modedesign studierte. Sie arbeitete eine Zeit lang als Kellnerin und später auch als Tänzerin in unterschiedlichen Nachtclubs, bevor sie merkte, dass das Musikmachen ihre eigentliche Leidenschaft ist.
Daraufhin zog sie zurück nach Neapel und traf auf den DJ und Musikproduzenten Giuseppe Cennamo, welcher sie in ihrer Karriere unterstützte. Im März 2013 gründete sie ihr eigenes Musiklabel namens „Sola_mente Records“. Deborah De Luca legt weltweit in Clubs und auf Festivals auf.

## Diskografie

### EPs
- 2013: Six Months
- 2013: Slice of Ass
- 2013: Other Space
- 2013: Rummor
- 2014: Afritech
- 2015: Nina
- 2016: Shining (mit Giorgio Rusconi)
- 2016: Compass (mit Giorgio Rusconi)
- 2016: White Dark
- 2016: Vogue (mit Alessandro Spaiani)
- 2017: Chain Reaction (mit Giorgio Rusconi)
- 2020: She sleeps

### Singles
- 2011: Velando
- 2011: Balearic
- 2012: Guitar
- 2014: Hello Bucharest
- 2014: On My Skin
- 2014: Pronovias
- 2014: Sleeping Without You
- 2015: Nina
- 2015: Last Train (mit Giorgio Rusconi)
- 2015: Music Park (mit Giorgio Rusconi)
- 2016: Fluid (mit Giorgio Rusconi)
- 2016: Room 3375
- 2016: Argent!Na
- 2016: Deep Inside Me
- 2016: Bella 'Mbriana
- 2016: Give Me Back (mit David Temessi)
- 2016: White Dark
- 2016: Techno Mood
- 2017: Spectrum (mit Giorgio Rusconi)
- 2019: Moon After Sun
- 2020: Dori Me[2]
- 2021: Solamente 110